# 赵晓江
赵晓江（1966年5月—），男，汉族，新疆乌鲁木齐人，中华人民共和国政治人物。财政部财政科学研究所财政理论专业毕业，在职研究生学历，博士学位。

## 生平
1988年11月加入中国共产党，1989年7月参加工作，毕业后，分配到国务院办公厅秘书一局，历任干部、公报室科员，信息处科员，会议组副主任科员、主任科员等职。之后又任国务院办公厅秘书二局二组二秘，国务院办公厅副处级秘书、正处级秘书、副局级秘书、正局级秘书等职务。曾经担任原中共中央政治局常委李岚清秘书。
2008年4月，调任南京市人民政府副市长，2010年7月，获任中共南京市委常委；2012年7月，任中共扬州市委副书记。2013年4月任中共连云港市委副书记、代市长，次年1月正式当选连云港市人民政府市长。2015年12月28日，连云港市第十三届人大常委会第二十二次会议决定，接受赵晓江辞去市长职务。
2016年1月，任中国建筑股份有限公司副总经理。